# Irina Rosihina
Irina Nikolajevna Rosihina (rusko Ирина Николаевна Росихина), ruska atletinja, * 11. maj 1975, Kamensk-Šahtinski, Sovjetska zveza.
Ni nastopila na poletnih olimpijskih igrah. Na svetovnih prvenstvih je osvojila bronasto medaljo v štafeti 4x400 m leta 2001, na evropskih dvoranskih prvenstvih pa naslova prvakinje v isti disciplini ter bronasto medaljo v teku na 400 m leta 2005.